# جيمس راسيل مكاي
جيمس راسيل مكاي (بالإنجليزية: James Russell McKay)‏ هو لاعب كرة قدم أمريكية أمريكي، ولد في 16 مايو 1889 في يونغزتاون في الولايات المتحدة، وتوفي بنفس المكان في 16 أكتوبر 1966.